# Kortbent fladdermusfästing
Kortbent fladdermusfästing eller Carios vespertilionis är en fästingart som beskrevs av Pierre André Latreille 1796. Den kortabenta fladdermusfästingen ingår i släktet Carios och familjen mjuka fästingar. Arten förekommer i Portugal och Indonesien. Den är reproducerande i Sverige. Inga underarter finns listade i Catalogue of Life 2011.

## [1]Externa länkar
- Wikispecies har information om Carios vespertilionis.

1. ↑  Jaenson, Thomas G. T.; Wilhelmsson, Peter (2021-05-20). ”First Record of a Suspected Human-Pathogenic Borrelia Species in Populations of the Bat Tick Carios vespertilionis in Sweden” (på engelska). Microorganisms 9 (5):  sid. 1100. doi:10.3390/microorganisms9051100. ISSN 2076-2607. PMID 34065313. PMC: PMC8160990. https://www.mdpi.com/2076-2607/9/5/1100. Läst 22 maj 2023.